# Paul & Norbert

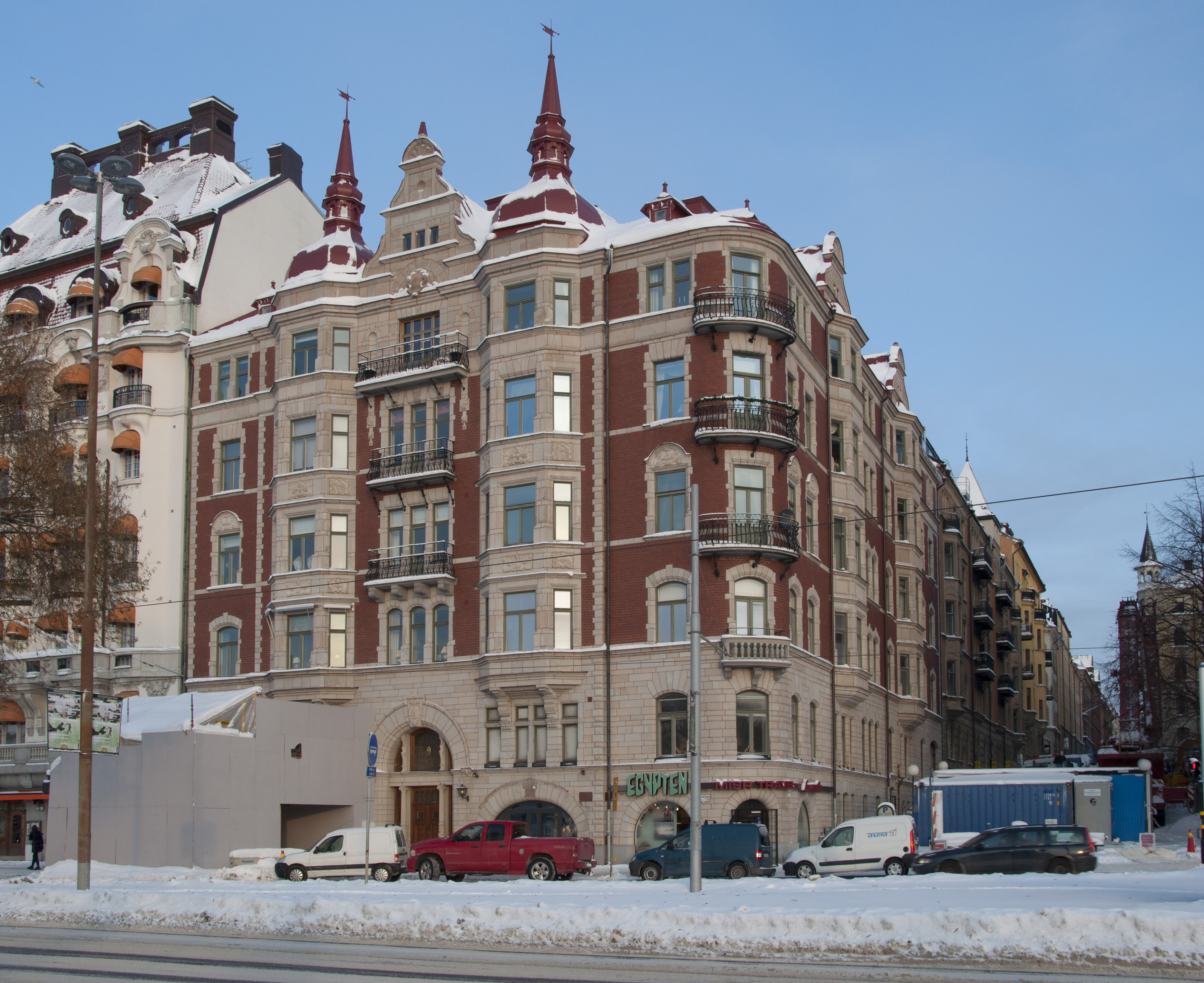
Strandvägen 9

Paul & Norbert var en restaurang på Strandvägen 9 på Östermalm i Stockholm.
Restaurangen öppnades 1982 av restaurangchefen Paul Beck och köksmästaren Norbert Lang i restaurang Miramars tidigare lokaler. Inriktningen låg på "det nya franska köket". Duon hade tidigare drivit restaurang tillsammans i Blomsterfondens hus på Ringvägen 
Krogen, som av vissa sågs som Sveriges dyraste blev snabbt populär i 1980-talets Stockholm med en blandning av "yuppisar, finsmakare, finansmän, regeringsmedlemmar, diplomater, sportstjärnor och skådespelare."
1990 belönades den lilla gourmetkrogen, med plats för 32 sittande, med en stjärna i den prestigefyllda Guide Michelin.
1998 dog Beck varvid Lang ensam drev krogen vidare till dess stammisen Rudolph Hahenberger klev in som delägare. Restaurangen förlorade sin stjärna 2001.. I och med att fastigheten skulle genomgå en totalrenovering beslutade sig Norbert Lang för att stänga igen restaurangen 2010.